# Jackie Kay
Jacqueline Margaret Kay (Edimburg, 9 de novembre de 1961) és una poetessa, dramaturga i novel·lista escocesa. Esdevingué famosa arran de la publicació de la seva primera composició poètica The Adoption Papers, una obra autobiogràfica. És, d'ençà del 2016, Makar, o sigui poeta laureat nacional d'Escòcia. Va ser nomenada Cancellera de la Universitat de Salford de Manchester el 2015.
El 23 de novembre del 2020, l'escriptora escocesa va figurar a la llista de les 100 dones més influents de l'any que publica la BBC anualment.

## Biografia
Jackie Kay nasqué a la capital escocesa el 9 de novembre de 1961 d'una mare escocesa i d'un pare nigerià. Va ser adoptada quan era un nadó per una parella escocesa blanca, Helen and John Kay, i cresqué a Bishopbriggs, un suburbi de Glasgow. La família Kay va fer-se càrrec de Jackie el 1961, després d'adoptar el seu germà, Maxwell, uns dos anys abans. Tots dos tenen també uns altres germans que van criar els seus pares biològics.
El seu pare adoptiu treballava per al Partit Comunista de Gran Bretanya i va ser membre del Parlament britànic, mentre que la seva mare adoptiva va ser la secretària escocesa de la Campanya per al Desarmament Nuclear. Quan era petita Kay va patir el racisme dels seus companys i d'alguns professors a la seva escola.
Quan arribà a l'adolescència començà a fer de dona de la neteja, i va treballar per al famós escriptor John le Carré durant quatre mesos.
Tot i que tenia inicialment ambició de ser actriu, va decidir finalment d'emprendre una altra direcció, la de la literatura, després que l'artista i escriptor escocès Alasdair Gray, que havia llegit amb interès els poemes que escrivia, li comentà que s'havia de dedicar a l'escriptura. Va estudiar anglès a la Universitat de Stirling i posteriorment el seu primer llibre de poesia, parcialment autobiogràfic The Adoption Papers, es publicà el 1991. L'obra conegué un gran èxit i va guanyar el Premi de primer llibre escocès de l'any que atorga la prestigiosa Societat Saltire. Alhora, aquest primer llibre rebé el premi del llibre del Consell de les Arts escocès el 1992.
Kay escriu abundantment per al teatre (el 1988 la seva peça de teatre Twice Over va ser la primera obra d'una escriptora negra que va representar el Gay Sweatshop Theatre Group), i també per a la televisió i la mainada. El seu drama The Lamplighter és una exploració del comerç d'esclaus atlàntic. El va emetre la BBC Radio 3 al març de 2007 i es va publicar després sota la forma de poemes el 2008.
El 2010 va publicar Red Dust Road, un relat sobre la recerca dels seus pares biològics, que s'havien conegut quan el seu pare havia vingut a estudiar a la Universitat d'Aberdeen i la seva mare treballava com a infermera. L'escriptora anglesa d'origen indi Tanika Gupta va adaptar el llibre per al teatre i es va estrenar l'obra al mes d'agost del 2019 durant el Festival Internacional d'Edimburg en una production del Teatre Nacional d'Escòcia i d'HOME, al Royal Lyceum Theatre de la capital d'Escòcia.
Kay és a hores d'ara professora d'escriptura creativa a la Universitat de Newcastle upon Tyne i becàri cultural a la Universitat caledònia de Glasgow. Kay que viu a Manchester participa al projecte 2011 del Bush Theatre] Sixty-Six Books, per a la seva reobertura. La seva peça es basa sobre el llibre d'Ester de la Bíblia del rei Jaume. A l'octobre de 2014, fou nomenada cancellera de la Universitat de Salford i és escriptora en residència de la Universitat d'ençà del 1r de gener del 2015.

## Obres

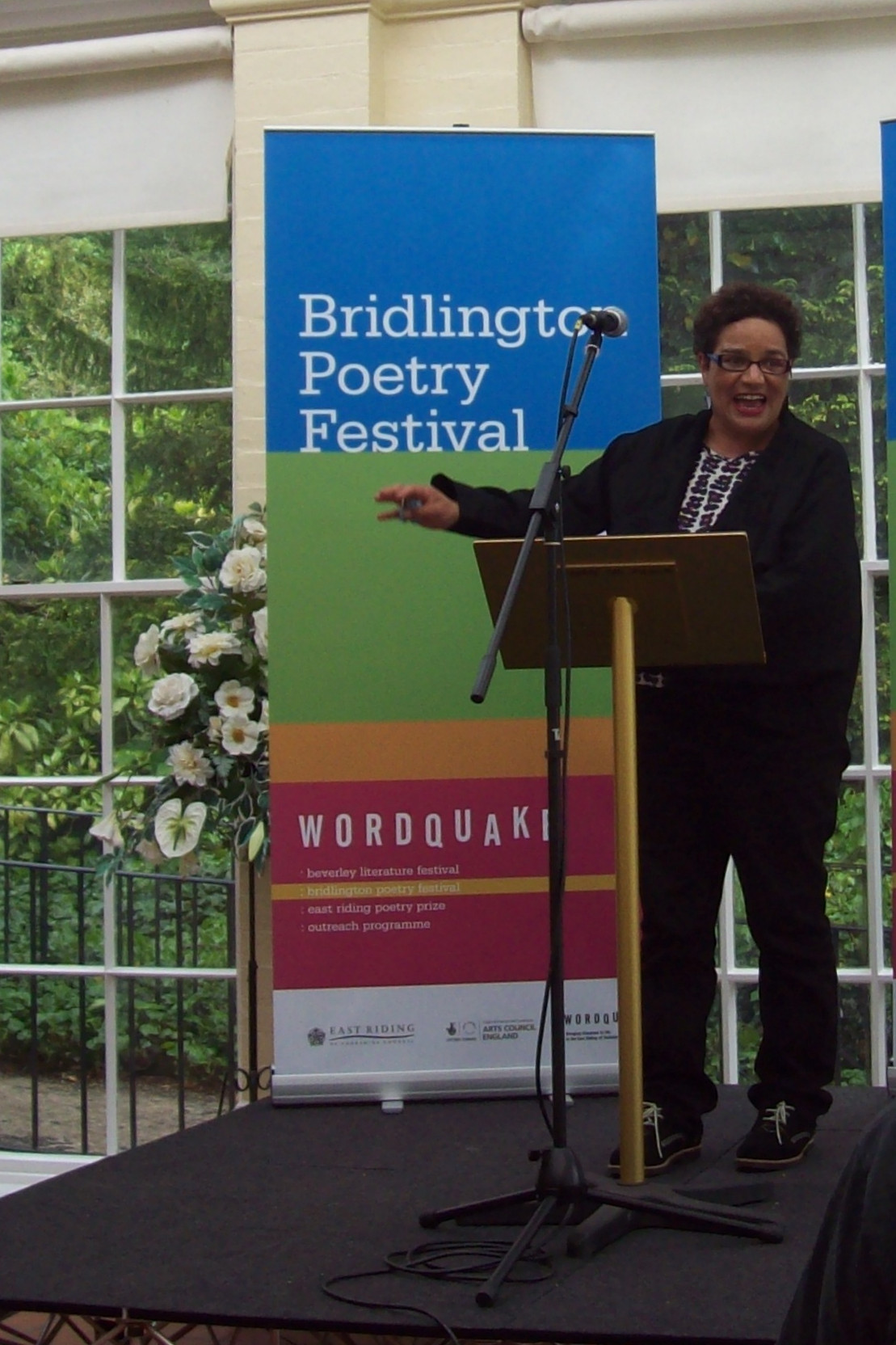
Jackie Kay al Festival de Poesia de Bridlington el 2013

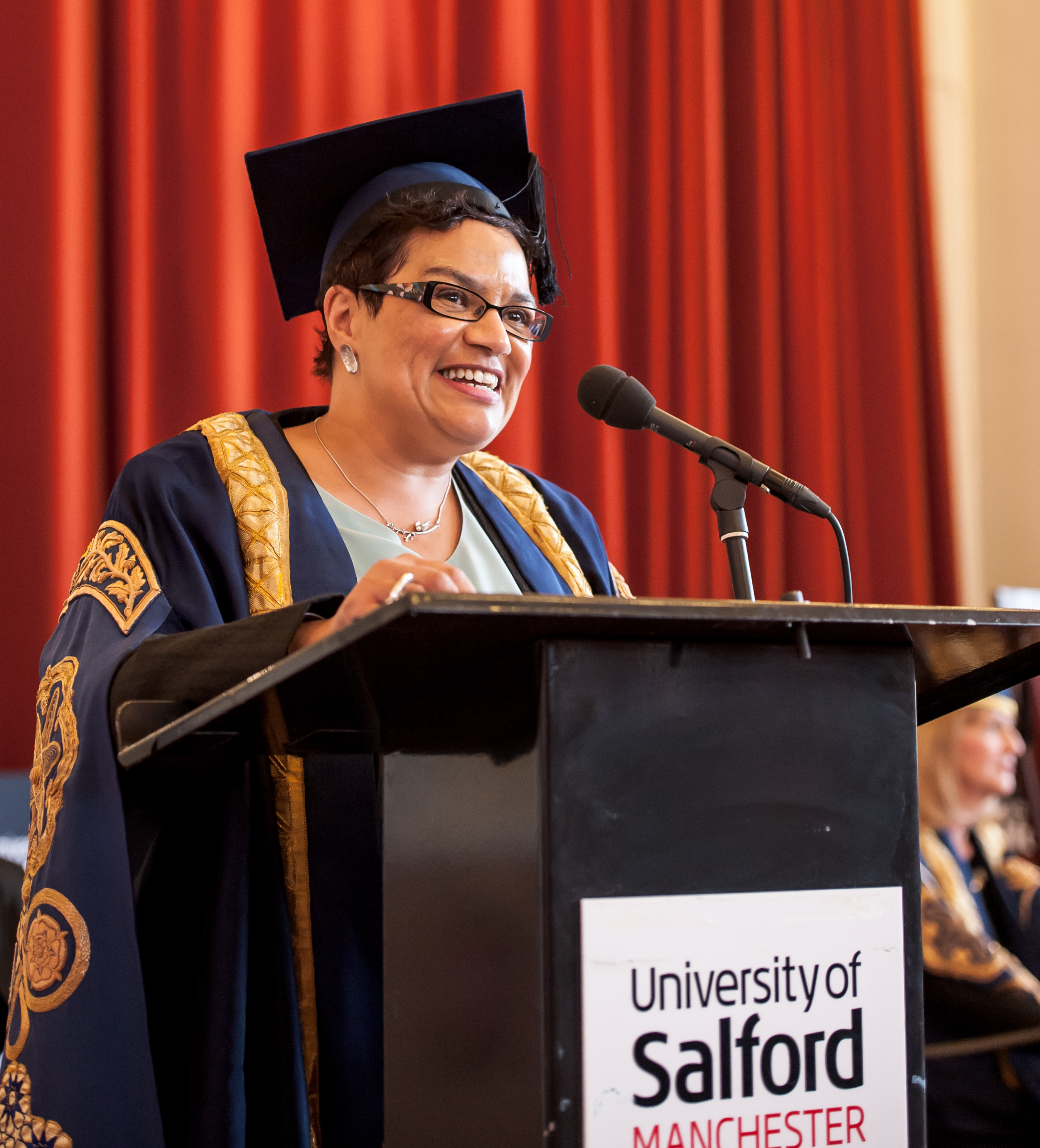
Presa del càrrec de Cancellera a la Universitat de Salford el 29 d'abril de 2015 de Jackie Kay

- The Adoption Papers, Bloodaxe Books, 1991, ISBN 9781852241568 (poesia)
- Other Lovers, Bloodaxe Books, 1993, ISBN 9781852242534 (poesia)
- Off Colour, Bloodaxe Books, 1998, ISBN 9781852244200 (poesia)
- Trumpet (ficció – 1998); Random House Digital, Inc., 2011, ISBN 9780307560810
- The Frog who dreamed she was an Opera Singer, Bloomsbury Children's Books, 1998, ISBN 9780747538660
- Two's Company, Puffin Books, 1994, ISBN 9780140369526
- Why Don't You Stop Talking (fiction – 2002); Pan Macmillan, 2012, ISBN 9781447206729
- Strawgirl, Macmillan Children's, 2002, ISBN 9780330480635
- Life Mask, Bloodaxe Books, 2005, ISBN 9781852246914 (poesia)
- Wish I Was Here (ficció – 2006); Pan Macmillan, 2012, ISBN 9781447206736
- Darling: New & Selected Poems, Bloodaxe Books, 2007, ISBN 9781852247775 (poesia)
- The Lamplighter, Bloodaxe Books, 2008, ISBN 9781852248048 (poesia/peça de teatre radiofònica)
- Red Cherry Red, Bloomsbury Publishing Plc, 2007, ISBN 9780747589792
- Maw Broon Monologues (2009)
- Red Dust Road: An Autobiographical Journey, Atlas and Company, 2011, ISBN 9781935633358 (memòries)
- Fiere, Pan Macmillan, 2011, ISBN 9781447206576 (poesia)
- Reality, Reality, Pan Macmillan, 2012, ISBN 9781447204404
- The Empathetic Store, Mariscat Press, 2015, ISBN 9780946588794 (poesia)

## Premis i guardons
- 2020: CBE, Serveis a la Literatura
- 2016: Poeta laureat nacional escocès (Makar)
- 2016: Elegida com a Fellow de la Societat Reial d'Edinburg[16]
- 2011: Scottish Mortgage Investment Trust Book of the Year Award, Red Dust Road[17]
- 2011: PEN/Ackerley Prize (shortlist), Red Dust Road
- 2011: 2011 Costa Book Awards (shortlist), Fiere
- 2011: Llibre escocès de l'any, Saltire Society Literary Awards (shortlist), Fiere
- 2009: Llibre escocès de l'any, Saltire Society Literary Awards (shortlist), The Lamplighter
- 2007: British Book Awards deciBel Writer of the Year
- 2006: MBE, Serveis a la Literatura
- 2003: Cholmondeley Award
- 2000: International Dublin Literary Award (shortlist), Trumpet
- 1998: Guardian Fiction Prize, Trumpet
- 1994: Somerset Maugham Award, Other Lovers
- 1992: Primer llibre escocès de l'any, Saltire Society Literary Awards, The Adoption Papers
- 1991: Eric Gregory Award